# París-Tours 1974
La París-Tours 1974 fue la 68.ª edición de la clásica París-Tours. Se disputó el 29 de septiembre de 1974 y el vencedor final fue el italiano Francesco Moser del equipo Filotex. El neerlandés Gerben Karstens del equipo Bic ganó la carrera pero fue descalificado por dar positivo en un control antipodaje.

## Clasificación general[2]
|    | Ciclista                 | Equipo                         | Tiempo     |
| -- | ------------------------ | ------------------------------ | ---------- |
| 1  | Francesco Moser          | Filotex                        | 5h 52' 55" |
| 2  | Jean-Pierre Danguillaume | Peugeot-Michelin-BP            | a 14"      |
| 3  | Eric Leman               | M.I.C.-De Gribaldy-Ludo        | a 18"      |
| 4  | Freddy Maertens          | Carpenter-Confortluxe-Flandria | m.t.       |
| 5  | Jan Raas                 | TI-Raleigh                     | m.t.       |
| 6  | Frans Verbeeck           | Watney-Maes                    | m.t.       |
| 7  | Roger De Vlaeminck       | Brooklyn                       | m.t.       |
| 8  | Roger De Vlaeminck       | IJsboerke-Colner               | m.t.       |
| 9  | Bernard Bourreau         | Peugeot-Michelin-BP            | m.t.       |
| 10 | André Dierickx           | Merlin Plage-Flandria          | m.t.       |